# GDF2
GDF2 (англ. Growth differentiation factor 2) – білок, який кодується однойменним геном, розташованим у людей на короткому плечі 10-ї хромосоми. Довжина поліпептидного ланцюга білка становить 429 амінокислот, а молекулярна маса — 47 320.
| 10         |  | 20         |  | 30         |  | 40         |  | 50         |
| ---------- |  | ---------- |  | ---------- |  | ---------- |  | ---------- |
| MCPGALWVAL |  | PLLSLLAGSL |  | QGKPLQSWGR |  | GSAGGNAHSP |  | LGVPGGGLPE |
| HTFNLKMFLE |  | NVKVDFLRSL |  | NLSGVPSQDK |  | TRVEPPQYMI |  | DLYNRYTSDK |
| STTPASNIVR |  | SFSMEDAISI |  | TATEDFPFQK |  | HILLFNISIP |  | RHEQITRAEL |
| RLYVSCQNHV |  | DPSHDLKGSV |  | VIYDVLDGTD |  | AWDSATETKT |  | FLVSQDIQDE |
| GWETLEVSSA |  | VKRWVRSDST |  | KSKNKLEVTV |  | ESHRKGCDTL |  | DISVPPGSRN |
| LPFFVVFSND |  | HSSGTKETRL |  | ELREMISHEQ |  | ESVLKKLSKD |  | GSTEAGESSH |
| EEDTDGHVAA |  | GSTLARRKRS |  | AGAGSHCQKT |  | SLRVNFEDIG |  | WDSWIIAPKE |
| YEAYECKGGC |  | FFPLADDVTP |  | TKHAIVQTLV |  | HLKFPTKVGK |  | ACCVPTKLSP |
| ISVLYKDDMG |  | VPTLKYHYEG |  | MSVAECGCR  |  |            |  |            |

A: Аланін

C: Цистеїн

D: Аспарагінова кислота

E: Глутамінова кислота

F: Фенілаланін

G: Гліцин

H: Гістидин

I: Ізолейцин

K: Лізин

L: Лейцин

M: Метіонін

N: Аспарагін

P: Пролін

Q: Глутамін

R: Аргінін

S: Серин

T: Треонін

V: Валін

W: Триптофан

Кодований геном білок за функціями належить до цитокінів, факторів росту. 
Задіяний у такому біологічному процесі, як ангіогенез. 
Секретований назовні.